# 石川母畑インターチェンジ
石川母畑インターチェンジ（いしかわぼばたインターチェンジ）は、福島県石川郡石川町にあるあぶくま高原道路のインターチェンジである。
当ICの下り線（平田西IC方面）への出入り口は平面Y型である為、信号機が設置されている。

## 道路
- E80 あぶくま高原道路（5番）

## 接続する路線

### 直接接続
- 福島県道40号飯野三春石川線
- 福島県道42号矢吹小野線

## 周辺
- 石川町スケート場
- 母畑レークサイドセンター
- 千五沢ダム
- 母畑温泉
- 森の駅 yodge

## 隣
E80 あぶくま高原道路
(4) 福島空港IC - (5) 石川母畑IC - (6) 平田西IC